# Pertusaria thiospoda
Pertusaria thiospoda är en lavart som beskrevs av C. Knight. Pertusaria thiospoda ingår i släktet Pertusaria och familjen Pertusariaceae.   Inga underarter finns listade i Catalogue of Life.